# Степное Полеологово
Степное Полеологово — село в Бессоновском районе Пензенской области. Административный центр Полеологовского сельсовета.

## География
Село расположено в центральной части области на расстоянии примерно в 7 километрах по прямой к северо-западу от районного центра Бессоновки.
Часовой пояс
Село Степное Полеологово как и вся Пензенская область, находится в часовой зоне МСК (московское время). Смещение применяемого времени относительно UTC составляет +3:00.

## Население
| 1717 | 1864 | 1896 | 1910 | 1926 | 1959 | 1979 |
| ---- | ---- | ---- | ---- | ---- | ---- | ---- |
| 73   | ↗273 | ↗381 | ↗494 | ↗662 | ↗760 | ↘559 |
| 1989 | 1996 | 2002 | 2010 |      |      |      |
| ↗794 | ↗801 | ↘787 | ↘773 |      |      |      |

Национальный состав
Согласно результатам переписи 2002 года, в национальной структуре населения русские составляли 88 % из 787 чел..